# Tamrashatiya
El Tāmraśāṭīya (sánscrito: ताम्रशाटीय), también conocido como Tāmraparṇīya (pali: Tambapaṇṇiya) era uno de las escuelas tempranas de budismo y una rama del Vibhajyavāda, escuela basada en Sri Lanka. 
Los sutras se escribían principalmente en el antiguo idioma pali, de hecho el Canon Pali del budismo están en gran parte prestado de esta escuela.
El Tāmraśāṭīya a veces se denomina la transmisión meridional o tradición Mahaviharavasin; al contrario que el Sarvastivada o transmisión septentrional, la cual era mayoritariamente en sánscrito y traducida al chino y lenguas tibéticas.
Se considera que el Tamrashatiya es la tradición donde tiene sus orígenes la escuela Theravāda, predominante en la actualidad en el Sureste Asiático. Esta tradición desarrollada como budismo Theravada se extendió a Myanmar, Tailandia y otras partes de la región. Los monjes de la escuela Tamrashatiya comenzaron a considerar la idea de escribir las enseñanzas de Buda en hojas de palma, para que se mantuvieran fieles a las palabras originales y evitar así la inevitable deformación que el paso del tiempo provocaba en la transmisión oral.

## Etimología
Varias etimologías explican el nombre de esta escuela. 
Tāmra. En sánscrito significa "cobre", lo que describe el color rojo cobrizo de los túnica de los monjes. Basado en la traducción china, también se ha sugerido que se refiera a las placas de cobre donde se escribía el Tripitaka.
Tāmraparṇi. Era un nombre antiguo para Sri Lanka, equivalente del griego Taprobana, posiblemente refiriéndose a los monjes que establecieron el budismo en la isla.

## Ramas
La escuela Tāmraśāṭīya se estableció en la actual Sri Lanka en la ciudad de Anuradhapura, pero también permaneció activa en Andhra y otras partes del sur de la India, como Vanavasa en la moderna Karnataka, y más tarde en el sudeste asiático .
La escuela sobrevivió en Sri Lanka y deriví en tres ramas principales:
- Mahāvihāra, se cree que son los orígenes del Theravāda
  - Abhayagiri Vihāra, derivado del Mahāvihāra en el siglo I a. C. Incorpora la doctrina Mahāyāna y Vajrayāna[7]
    - Jetavana Vihāra, separada del Abhayagiri Vihāra en el siglo III.

Según el Mahavamsa, las dos últimas tradiciones fueron suprimidas y destruidas después de que la tradición Mahāvihāra ganó poder político.